# (31001) 1995 VG14
1995 في جي 14 (ويعرف أيضًا باسم (31001) 1995 في جي 14 وفق تسمية الكوكب الصغير) (بالإنجليزية: 1995 VG14)‏ هو كويكب ضمن حزام الكويكبات؛ وترتيبه 31001 من حيث الاكتشاف.
اكتُشف هذا الجُرم الفلكي بواسطة سبيس واتش في 15 نوفمبر 1995.

## وصلات خارجية
- (31001) 1995 VG14 في قاعدة بيانات مختبر الدفع النفاث لأجرام النظام الشمسي الصغيرة

- الاكتشاف · مخطط المدار ·  العناصر المدارية · المعلمات المادية

- (31001) 1995 VG14 على موقع ويكي سكاي: DSS2, SDSS, GALEX, IRAS, Hydrogen α, X-Ray, Astrophoto, Sky Map, Articles and images